# بروك س. ولز
بروك س. ولز (بالإنجليزية: Brooke C. Wells)‏ هي قاضية ومحامية أمريكية، ولدت في القرن العشرين.